# Роэль Гарсиа, Сантьяго
Сантья́го Роэ́ль Гарси́а (исп. Santiago Roel García; 4 декабря 1919, Монтеррей, Мексика — 17 декабря 2001, Монтеррей, Мексика) — мексиканский историк и политический деятель, министр иностранных дел Мексики в 1976—1979.

## Биография
Являлся руководителем юридического департамента правительства Нуэво-Леона,
в 1964—1970 гг. — исполнял обязанности сенатора.
В 1970—1973 гг. — депутат Союзного Конгресса (парламента) Мексики, возглавлял комиссии по законодательству и международным делам.
Занимал должности директора Института политических, экономических и социальных исследований (IEPES), заместителя председателя Федерального избирательного института Мексики, советника министра финансов.
В 1976—1979 гг. — министр иностранных дел Мексики. На этом посту добился включения положений, отражающих позиции страны в протокол к договору Торрихоса—Картера по статусу зоны Панамского канала. Были возобновлены дипломатические отношения с Испанией.
Укреплялось торгово-экономическое сотрудничество с США — был заключен договор о поставках природного газа, созданы и успешно работали смешанные комиссии по взаимодействию в различных сферах как на государственном, так и на межрегиональном уровнях.
После ухода из политики занимался историческими изысканиями, являясь профессором Автономного университета штата Новый Леон, которому он завещал свою личную библиотеку.